# Walentina Popowa (tenisistka stołowa)
Walentina Iwanowna Popowa (ros. Валентина Ивановна Попова; ur. 21 listopada 1960 w Sumgaicie, Azerbejdżan) – rosyjska tenisistka stołowa reprezentująca ZSRR a później (od 1994 roku) Słowację, dziewięciokrotna mistrzyni Europy. 
W mistrzostwach świata startowała trzynastokrotnie, nie odnosząc jednak sukcesów. Trzykrotnie zajmowała czwarte miejsce, startując w turnieju drużynowym w barwach ZSRR (1979, 1981, 1983), w 1979 w Pjongjangu grała w ćwierćfinale gry pojedynczej.
W mistrzostwach Europy siedemnastokrotnie zdobywała medale. Była dwukrotnie mistrzynią Starego Kontynentu w grze pojedynczej w (1980, 1984) i dwukrotnie w grze podwójnej (grając w parze z Narine Antonian), czterokrotnie drużynowo i jeden raz w grze mieszanej (w parze z Jakiem Secrétinem). Życiowy sukces odniosła podczas Mistrzostw Europy 1984 w Moskwie, zdobywając cztery złote medale (gra pojedyncza, podwójna, mieszana i drużynowo).
Trzykrotnie występowała w igrzyskach olimpijskich, za każdym razem w innych barwach. W 1988 w Seulu w barwach ZSRR zajęła 6. miejsce w grze pojedynczej, w 1992 w Barcelonie, reprezentując WNP, i cztery lata później w Atlancie (wówczas grała w barwach Słowacji) nie odniosła sukcesów, odpadając z turnieju w pierwszej rundzie rozgrywek.